# Acid gras omega-6

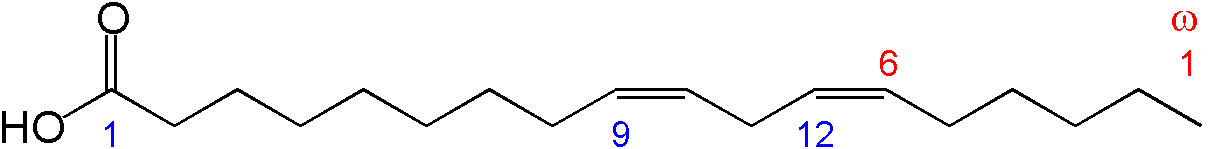
Structura chimică a acidului linoleic (LA)

Acizii grași omega-6, denumiți și acizi grași ω-6 sau n-6, sunt acizi grași polinesaturați (PUFA) caracterizați prin prezența unei duble legături, la șase atomi distanță de gruparea metilică terminală din structura lor chimică. Exemple includ: acid linolenic, acid gama-linolenic, acid arahidonic.
Acizii grași omega-6 se găsesc în diverse surse alimentare, precum: carnea de pasăre, ouă, nuci, cereale și semințe de dovleac. Uleiurile vegetale (ulei de palmier, de soia, de rapiță, de floarea soarelui) sunt o sursă majoră de acizi omega-6.